# Manufirmatio
El Manufirmatio fue una ceremonia practicada en la Antigua Roma, en la que leído un manuscrito por su autor o discípulo se disponía desenrollado y extendido sobre la mesa del escribano, y se le estampaba nombre, signo, y una o tres cruces por el autor, notarius y escribano, después de haber pasado la mano abierta sobre él a modo de juramento, aceptación o reconocimiento. A continuación testigos presenciales hacían lo mismo. 
Más que una necesidad urgente, el Manufirmatio era parte del espectáculo solemne para simbolizar autenticidad y compromiso.